# Sarzana
Sarzana (emiliansko Sarzana, ligursko Sarzann-a)  je mesto in občina z okoli 22.000 prebivalci ter nekdanja kratkotrajna katoliška škofija v pokrajini La Spezia, v deželi Ligurija, v severozahodni Italiji, 15 kilometrov vzhodno od La Spezije, ob železniški progi v Piso, na točki, kjer se železniška proga proti Parmi odcepi na sever. Leta 2010 je imela 21.978 prebivalcev.

## Zgodovina
Položaj Sarzane, ob vhodu v dolino Magre (starodavna Macra), meje med Etrurijo in Ligurijo v rimskih časih, je imel v srednjem veku vojaški pomen. Prva omemba mesta je iz leta 983 v diplomi Otona I.. Leta 1202 je bila škofija prenesena iz starodavnega Luni.
Sarzana je zaradi svojega položaja večkrat spremenila gospodarje, in je najprej pripadala Pisi, nato Firencam, nato pa Banco di S. Giorgio iz Genove in od leta 1572 naprej sami Genovi.
Te spremembe so v Sarzani pustile vidno utrdbo, ki ostaja privlačnost za obiskovalce, ki jih zanima vojna zgodovina, posebej zgodovina utrdb [3].
Leta 1814 je bila dodeljena Kraljevini Sardiniji, meja med Ligurijo in Toskano, ki je takrat potekala med njo in Carraro.
Leta 1921 je bila Sarzana prizorišče bojev (Fatti di Sarzana) med prebivalstvom in musolinijevimi fašističnimi odredi. Med njimi je majhna skupina karabinjerjev in kasneje preprostih državljanov nasprotovala in potisnila približno 300 oboroženih fašistov, ki so prišli uničit mesto, zaradi česar je bilo osemnajst mrtvih in približno trideset ranjenih.
Med nemško okupacijo Italije v drugi svetovni vojni je bila Sarzana središče partizanskega upora.

## Cerkvena zgodovina
Škofija Sarzana je bila ustanovljena 4. avgusta 1975 na ozemlju, ki ji je bilo  dodeljeno iz ukinjene rimskokatoliške škofije Luni-Sarzane. Takoj se je pridružila personalni uniji (aeque principaliter) škofij Brugnato in La Spezia do njihove združitve 30.septembra 1986.
Leta 1986 je bila škofija Sarzana ukinjena, njeno ozemlje in ime pa združeno v škofijo La Spezia-Sarzana-Brugnato.
- škof Siro Silvestri (3. september 1975 – 30. september 1986), tudi zadnji škof Brugnata in zadnji škof La Spezie; prej škof Foligna, pozneje prvi škof La Spezia-Sarzana-Brugnato, je umrl 14. junija 1997.

## Znamenitosti
- Nekdanja sarzanska stolnica: gotska cerkev iz belega marmorja zgrajena 1355-1474. V njej sta dva oltarja skipi iz poznejšega obdobja.
- Trdnjava Sarzana; nekdanja citadela, ki so jo zgradili Pisani, je porušil in ponovno postavil Lorenzo Medičejski Veličastni.
- Grad v Sarzani: je na hribu Sarzanello, na mestu utrdbe že od cesarja Otona I. Grad je obnovil ali razširil kondotjer Castruccio Castracani, kasneje pa je postal prebivališče škofov Luni.
- Pieve of Sant'Andrea: župnijska cerkev iz 10.-11. stoletja in obnovljena leta 1579 ima portal iz 16. stoletja. V njej je marmornat kip iz 14.-15. stoletja Poslanstvo svetnikov Domenica Fiasella in dodekagonalni krstilnik.
- San Francesco: dokumentiran od leta 1238, ki jo je po tradiciji ustanovil sv. Frančišek. V njej je nagrobni spomenik (1328) sina Castruccia Castracanija, Giovannija di Balduccia; grob škofa Bernabó Malaspina in freska v luneti, pripisana Priamo della Quercia.
- Palazzo del Capitano: zasnoval jo je Giuliano da Maiano (1472), vendar je zdaj popolnoma spremenjena.

## Pomembni domačini
- Sarzana je bilo rojstno mesto Tommasa Parentucellija, bodočega papeža Nikolaja V., leta 1397 kot sina lokalnega zdravnika Bartolomea Parentucellija.
- Veja družine Cadolingi di Borgonuovo, gospodje Fucecchia v Toskani od 10. stoletja naprej, ki je dobila ime Buonaparte, se je naselila v bližini Sarzane pred letom 1264. Leta 1512 je družinski član (Francesco Buonaparte, ki je umrl leta 1540) trajno prebival v Ajacciu, postal ustanovitelj korziške linije Buonapartov in s tem neposredni prednik Sebastia Nicola Buonaparta. Bil je praded cesarja Napoleona I. (ki je bil rojen na Korziki leta 1769).

## Pobratena mesta
Sarzana je pobratena z:
- Villefranche de Rouergue, Francija
- Eger, Madžarska